# Hafursey
Hafursey est un relief tabulaire de type inselberg culminant à 582 m d'altitude dans le Sud de l'Islande, au nord du sandur de Mýrdalssandur et au sud d'un glacier latéral du Mýrdalsjökull, appelé Kötlujökull.

## Topographie
La montagne est de forme approximativement triangulaire. Elle a une longueur de 4,8 km et une largeur de 3 km. Elle présente plusieurs cimes et est divisée en deux parties par une gorge appelée Klofgil. La partie ouest de Hafursey est la plus haute et s'appelle Skálafjall (582 m), au nord se trouve un pic secondaire appelé Kistufell (525 m).

### Géologie
La montagne a été créée pendant la période glaciaire et se compose de palagonite, cependant il ne provient pas du volcan Katla proche, mais constitue probablement un volcan à part entière. On peut imaginer son origine dans une ou plusieurs éruptions similaires à celle du Surtsey, mais elle dépasse de loin cette véritable île en taille. De plus, il n'est pas né dans la mer, mais sous un glacier de la période glaciaire d'ou sa forme tabulaire.
Après la fin de la période glaciaire, la montagne était temporairement une île, qui est toujours reconnaissable, d'où son nom. Cependant, dans le cas d'une île d'un type spécial, les nombreux jökulhlaups (débâcle glaciaire produisant un très fort alluvionnement) du Katla l'ont rattaché à la côte à plusieurs reprises et ont contribué à son érosion. Le Kötlujökull joue un rôle de premier plan dans ce domaine, car il possède la plus grande quantité de glace et d'eau de glacier, qui peut ensuite être libérée avec un volume allant jusqu'à 100 000 voire 200 000 m2/s.

## Activité humaine
La terre est un pâturage fertile et bon. Pour cette raison, les agriculteurs de la ferme désormais abandonnée Hjörleifshöfði ont utilisé la montagne comme pâturage d'été pour leurs moutons.
Autrefois, la route principale vers le sud-est de l'Islande traversait Mýrdalssandur au pied de la montagne ; un abri y a été construit au début du XXe siècle. Auparavant, les voyageurs avaient utilisé la grotte Stúka sur la montagne dans le même but.

## Dans la culture populaire
La zone a été utilisée pour le tournage du film dérivé de Star Wars en 2016 Rogue One.